# Отворено првенство Ченаја у тенису 2005.
Отворено првенство Ченаја у тенису 2005 (познат и под називом Chennai Open 2005) је био тениски турнир који је припадао АТП Интернационалној серији у сезони 2005. Турнир се играо на тврдој подлози. То је било 10. издање турнира који се одржао у Ченају у Индији на СДАТ тениском стадиону од 3. јануара 2005. — 10. јануара 2005.

## Носиоци
| Држава | Играч             | Позиција1 | Носилац |
| ------ | ----------------- | --------- | ------- |
| ШПА    | Карлос Моја       | 5         | 1       |
| ТАЈ    | Парадорн Сричапан | 27        | 2       |
| НЕМ    | Рајнер Шитлер     | 42        | 3       |
| ШВЕ    | Јонас Бјеркман    | 70        | 4       |
| ДАН    | Кенет Карлсен     | 84        | 5       |
| TPE    | Лу Јен-сјун       | 87        | 6       |
| ФРА    | Грегори Караз     | 90        | 7       |
| САД    | Кевин Ким         | 94        | 8       |

- 1 Позиције од 27. децембра 2004.[1]

### Други учесници
Следећи играчи су добили специјалну позивницу за учешће у појединачној конкуренцији:
- Каран Растоги
- Леандер Паес
- Пракаш Амритраж

Следећи играчи су ушли на турнир кроз квалификације:
- Џулијан Новле
- Харш Манкад
- Маркос Багдатис
- Никола Девилде

### Одустајања
- Иво Хојбергер (друго коло)

## Носиоци у конкуренцији парова
| Држава | Играч            | Држава | Играч          | Носиоци |
| ------ | ---------------- | ------ | -------------- | ------- |
| ИНД    | Махеш Бупати     | ШВЕ    | Јонас Бјеркман | 1       |
| ИНД    | Леандер Паес     | СЦГ    | Ненад Зимоњић  | 2       |
| ИЗР    | Јонатан Ерлих    | ИЗР    | Анди Рам       | 3       |
| САД    | Џастин Гимелстоб | АУТ    | Џулијан Новле  | 4       |

### Други учесници
Следећи играчи су добили специјалну позивницу за учешће у конкуренцији парова:
- Пракаш Амритраж/  Стефан Амритраж
- Мустафа Гоус /  Вишал Упал

## Шампиони

### Појединачно
Карлос Моја је победио  Парадорн Сричапана са 3-6, 6-4, 7–6(7–5).
- Моји је то била једина титула те сезоне и осамнаеста (од 20) у каријери.

### Парови
- Лу Јен-сјун /  Рајнер Шитлер су победили  Махеша Бупатија /  Јонаса Бјеркмана са 7–5, 4–6, 7–6(7–4).
- Луу је то била једина титула те сезоне и прва (од три) у каријери.
- Шитлеру је то била једина титула те сезоне и друга (од четири) у каријери.